# Région des lacs Willandra
La région des lacs Willandra, située en Nouvelle-Galles du Sud, en Australie, est un site inscrit au patrimoine mondial depuis 1981  qui s'étend sur 2 400 km2.
La région abrite des vestiges de civilisation anciennes, y inclus le site de crémation le plus ancien du monde, ainsi que des sites à grande importance naturelle. Une partie de la région est protégée, étant dans l'enceinte du Parc national Mungo.